# Concinnia queenslandiae
Espèce
Synonymes
- Tropidophorus queenslandiae De Vis, 1890
- Gnypetoscincus queenslandiae (De Vis, 1890)

Concinnia queenslandiae est une espèce de sauriens de la famille des Scincidae.

## Répartition
Cette espèce est endémique du Queensland en Australie.

## Étymologie
Son nom d'espèce queenslandiae lui a été donné en référence au lieu de sa découverte, le Queensland.

## Taxinomie
Cette espèce a été placée dans le genre monospécifique Gnypetoscincus par Wells et Wellington en 1984celui-ci est placé en synonymie avec Concinnia par Skinner, Hutchinson et Lee en 2013.

## Publication originale
- De Vis, 1890 : Descriptions of two lizards of genera new to Australian Herpetology. Proceedings of the Linnean Society of New South Wales, sér. 2, vol. 4, p. 1034-1036 (texte intégral).